# Исаев, Тимофей Емельянович
Тимофей Емельянович Иса́ев (1901—1979) — советский инженер, лауреат Сталинской премии первой степени (1951).

## Биография
Сын крестьянина-бедняка. Участник Гражданской войны и подавления кулацких восстаний в Сибири и Забайкалье. Член ВКП(б) с 1928 года.
Окончил Московский горный институт (1932).
С 1932 года работал на Уралмашзаводе. До 1941 года — инженер-конструктор первой категории, затем руководитель группы и заместитель главного конструктора по проектированию шахтного оборудования. Под его руководством и при непосредственном участии были созданы мощные шахтные подъемники для строящихся шахт и для реконструкции старых шахт Донбасса, Урала, Кузбасса, Алтая и Дальнего Востока.
Во время Великой Отечественной войны, работая старшим инженером одного из отделов, проектировал узлы объектов оборонного значения, и одновременно возглавлял партийную организацию УКС завода.
В 1945 году вернулся в отдел главного конструктора и начал работу по созданию механизма передвижения впервые разрабатываемых в СССР мощных шагающих экскаваторов. Предложил гидравлический метод шагания вместо системы эксцентриков на массивном валу, которую применяли на Западе.
Машину, над созданием которой работали несколько лет, изготовили за 8 месяцев, и уже в 1950 году она использовалась на строительстве Волго-Донского канала.

## Признание
- Сталинская премия первой степени (1951) — за создание конструкции шагающего экскаватора «ЭШ-14/65»

Соавтор книги
- Шагающие экскаваторы Уралмашзавода [Текст] / Х. А. Винокурский, Т. Е. Исаев, В. В. Рудоискатель и др. — Москва; Свердловск: Машгиз. [Урало-Сиб. отд-ние], 1958. — 331 с.

Скончался 15 ноября 1979 года. Похоронен на Северном кладбище Екатеринбурга.